# Dance Hall Days
Dance Hall Days è un singolo del gruppo musicale britannico Wang Chung, pubblicato nel 1983 come secondo estratto dal secondo album in studio Points on the Curve.
| Recensione | Giudizio |
| ---------- | -------- |
| AllMusic   | [ 1 ]    |

## Descrizione
Il singolo, in entrambi i formati a 7" e 12" e con lati B differenti, era già stato pubblicato, con scarso successo, localmente in Inghilterra nel 1982, quando il gruppo si chiamava "Huang Chung", era sotto contratto con la Arista Records ed era composto di quattro membri, con Hogg Robinson - nome vero David Burnand - al sassofono.
La versione ufficiale fu commercializzata dalla Geffen Records durante la seconda metà del 1983 nel Regno Unito e dal 14 gennaio 1984 negli Stati Uniti (quest'ultima con lati B ancora diversi). Entrambe le nuove pubblicazioni anticiparono di poco quelle dell'album di provenienza Points on the Curve, avvenute a luglio del 1983 (UK) e il 16 gennaio 1984 (US).

## Successo e classifiche
Brano di riferimento della musica dance dei primi anni '80, ebbe grande successo in Italia ed Europa, come in America e Australia. Nonostante la pubblicazione del singolo fosse avvenuta in diversi paesi europei già nel 1983, i dati ufficiali delle classifiche si riferiscono all'anno seguente.
| Classifica (1984)                     |                          | Posizione massima | Settimane in classifica |
| ------------------------------------- | ------------------------ | ----------------- | ----------------------- |
| Italia(*)                             | Italia (bandiera)        | 2                 | 6                       |
| Belgio (Vallonia)                     | Belgio (bandiera)        | 3                 | 8                       |
| Germania                              | Germania (bandiera)      | 5                 | 18                      |
| Svizzera                              | Svizzera (bandiera)      | 5                 | 10                      |
| Nuova Zelanda                         | Nuova Zelanda (bandiera) | 6                 | 12                      |
| Australia                             | Australia (bandiera)     | 7                 | —                       |
| Canada                                | Canada (bandiera)        | 9                 | 18                      |
| Svezia                                | Svezia (bandiera)        | 9                 | 6                       |
| Paesi Bassi                           | Paesi Bassi (bandiera)   | 10                | 7                       |
| Billboard Hot 100 Hot Dance Club Play | Stati Uniti (bandiera)   | 16 1              | —                       |
| Regno Unito                           | Regno Unito (bandiera)   | 21                | 12                      |
| Francia                               | Francia (bandiera)       | 25                | 13                      |

(*) Risulta 21º nella classifica annuale delle vendite dei singoli 1984.

## Video musicale
Del videoclip furono prodotte due versioni. La prima, diretta da Derek Jarman, è in gran parte una selezione di scene da uno spettacolo con nuotatori e fontane e da altri filmati di repertorio amatoriali dell'epoca della seconda guerra mondiale. In questo materiale video, verosimilmente girato dal padre, pioniere nell'uso privato non professionale di una telecamera a colori, compare anche il regista, all'epoca ancora bambino. Le riprese di vita familiare sono alternate a quelle in cui Jack, Nick e Darren, cantano in playback e suonano il violino. Alla fine del filmato i membri della band sono vestiti con i costumi dei personaggi del romanzo/film per ragazzi Il mago di Oz: Jack Hues è l'uomo di latta, Nick Feldman lo spaventapasseri di stoppa e Darren Costin il leone codardo.
La seconda e più nota versione del video, anche grazie alla massiccia diffusione effettuatane da MTV, accosta, con un'atmosfera magico fantastica, l'ambiente di una sala da ballo nel periodo d'oro degli anni '40 con quello di una recente discoteca. Il filmato, che inizia in bianco e nero, vede Hues arrivare a piedi con propria valigia e fermarsi in strada all'esterno di un locale da ballo per raccogliere e leggere un volantino, prosegue a colori, con lui e il suo il gruppo che suonano all'interno della sala affollata da coppie di ballerini. Cambia la scena e dal soffitto cala sulla pista da ballo, adesso vuota e oscura, una moderna sfera specchiata, dalla rottura della quale, come nascendo da un uovo, fuoriesce una creatura, fatta dello stesso materiale della sfera, che inizia a danzare armoniosamente. Dopo il ritorno alla scena del gruppo che suona nella sala, il video termina come era iniziato, ancora in bianco e nero, con Hues per strada, che lascia il locale seguito dalla sua valigia ora dotata di gambe.
Nel 1984, questa versione è stata candidata agli MTV Video Music Awards nella categoria 'miglior video di un artista emergente' (Best New Artist Video), senza tuttavia riuscire a conseguire il riconoscimento.

## Tracce
Testi e musiche Wang Chung.
Singolo 7" - 1983 UK (Geffen GEFA 3837, CBS A 3837)
Lato A
1. Dance Hall Days – 3:58

Lato B (mai pubblicato su album)
1. There Is a Nation – 3:37

Maxi singolo 12" - 1983 UK (Geffen GE[TA] 12.3837)
Lato A
1. Dance Hall Days (remix) – 8:02

Lato B come il singolo 7".

## Formazione
- Jack Hues – voce solista, tastiere, chitarra
- Nicholas Laurence Feldman – basso, voce, tastiere, chitarra
- Darren Costin – batteria, percussioni, voce, tastiere

## Curiosità
Il brano è presente nel decimo episodio della seconda stagione di Breaking Bad.
Il brano fa parte della colonna sonora del film Bachelor Party - Addio al celibato del 1984.
Il brano è presente nel videogioco Grand Theft Auto: Vice City. Nella stazione radio Flash FM, come sottofondo nel club Malibu, e come sottofondo di una clip della missione "Domanda e offerta".
Il brano è presente nel film The Idea of You (2024).